# Wu Huawen
Wu Huawen (吴化文, 1904 – 3 avril 1962) est un général chinois actif durant la seconde guerre sino-japonaise et la guerre civile chinoise. Durant sa carrière, il change de camp trois fois : il quitte d'abord le Kuomintang pour un gouvernement fantoche pro-Japonais, puis revient au Kuomintang, et rejoint finalement l'armée populaire de libération communiste. 
En 1928, il devient chef du département de l'entraînement de l'école pour officier junior de Luoyang pour l'armée du Guominjun. Puis il est nommé chef d'État-major et commandant du régiment de reconnaissance de la 25e division du 2e groupe d'armées (1928-1930), vice-chef du corps d'entraînement de la 3e armée de route (1930-1931), commandant de la brigade d'infanterie de la même armée (1931-1938), commandant de la 28e brigade indépendante (1938–1939), et commandant de la nouvelle 4e division (1939–1943).
En 1943, quelques années après l'exécution de son supérieur Han Fuju (en 1938), il rejoint le camp japonais en emmenant la plupart des troupes de Han avec lui. La même année, il rejoint le gouvernement national réorganisé de la république de Chine, un État fantoche sous contrôle japonais. Il sert comme commandant-en-chef de la 3e armée de front pour le gouvernement de Wang Jingwei jusqu'en 1945 lorsqu'il revient dans le camp du Kuomintang. De 1945 à 1948, il occupe différents postes : commandant de la 5e nouvelle armée de route et de la garnison ferroviaire de Jin-Pu Sud (1945-1946), commandant de la 7e colonne (1946) et commandant de la 84e division (1947-1948).
En 1948, il reçoit le commandant de la 96e armée et est chargé de la défense des fortifications extérieures durant la bataille de Jinan (en) contre l'attaque des communistes. Avant le début de la bataille, il rejoint le camp communiste en emportant de nombreuses troupes avec lui, ce qui porte un coup décisif à la défense nationaliste. Après sa défection, il reçoit le poste de commandant de la 35e armée, dans laquelle sont incorporées les troupes qu'il a amenées.